# Notre époque
Notre époque est un hebdomadaire français d'actualité créé par des investisseurs catholiques en janvier 1956. Il est dirigé par Paul Lesourd et dure 11 numéros.